# Норманна (Техас)
Норманна (англ. Normanna) — переписна місцевість (CDP) в США, в окрузі Бі штату Техас. Населення — 98 осіб (2020).

## Географія
Норманна розташована за координатами 28°31′40″ пн. ш. 97°46′59″ зх. д. / 28.52778° пн. ш. 97.78306° зх. д. (28.527679, -97.783050).  За даними Бюро перепису населення США в 2010 році переписна місцевість мала площу 3,49 км², уся площа — суходіл.

## Демографія
Згідно з переписом 2010 року, у переписній місцевості мешкало 113 осіб у 47 домогосподарствах у складі 32 родин. Густота населення становила 32 особи/км².  Було 61 помешкання (17/км²).
Расовий склад населення:
| - 84,1 % — білих - 2,7 % — чорних або афроамериканців - 8,0 % — осіб інших рас |

До двох чи більше рас належало 5,3 %. Частка іспаномовних становила 48,7 % від усіх жителів.
За віковим діапазоном населення розподілялося таким чином: 25,7 % — особи молодші 18 років, 56,6 % — особи у віці 18—64 років, 17,7 % — особи у віці 65 років та старші. Медіана віку мешканця становила 41,9 року. На 100 осіб жіночої статі у переписній місцевості припадало 113,2 чоловіків;  на 100 жінок у віці від 18 років та старших — 104,9 чоловіків також старших 18 років.
За межею бідності перебувало 3,0 % осіб, у тому числі 0,0 % дітей у віці до 18 років та 11,5 % осіб у віці 65 років та старших.
Цивільне працевлаштоване населення становило 48 осіб. Основні галузі зайнятості: освіта, охорона здоров'я та соціальна допомога — 37,5 %, транспорт — 27,1 %, мистецтво, розваги та відпочинок — 20,8 %.